# Châteauneuf-sur-Cher

Châteauneuf-sur-Cher este o comună în departamentul Cher, Franța. În 1 ianuarie 2022 avea o populație de 1.362 de locuitori.